# Jana Dunja Gries
Jana Dunja Gries (* 15. November 1998 in Waldbröl) ist eine deutsche Synchronsprecherin.

## Synchronisation (Auswahl)

### Serien
- 2015: Kayo Senju in Black Bullet
- 2017: Berta in Food Wars!
- 2017: Entoma in Overlord
- 2019: Norah Arendt in Spice and Wolf
- 2019–2020: Shea Haulia in Arifureta: From Commonplace to World’s Strongest (+OVA’s)
- 2019: Miu Asihara in Domestic Girlfriend
- 2019: Chika in The Magnificent Kotobuki
- 2020: Milky in One Piece
- 2020: Mina Azuki in Bakuman
- 2020–2021: Komachi Hikigaya in My Teen Romantic Comedy: SNAFU
- 2020: Aguri Sakurano in Gamers!
- 2020: Syrup in Bofuri: I don’t want to get hurt so I’ll max out my defense
- 2020: Sofia Ascart in My Next Life as a Villainess: Wie überlebe ich in einem Dating-Game?
- 2020: Amaya Raine in Rainbow High
- 2021: Hikari Kuroda in School Days
- 2021: Remi Ayasaki in Horimiya
- 2021: Allegra Sharp in Verschlungene Wege
- 2022: O-Tama in One Piece
- 2022: Erin Tieng  in Paper Girls
- 2023: Für Sarah Biehler als Diane in Navy CIS: Hawaiʻi
- 2023: Emul in Shangri-La Frontier
- 2025: Kneesocks in Panty & Stocking with Garterbelt

### Hörspiele
- 2020: Stella (jung) in Die Stimme der Toten
- 2021: Nella Nixe in Nella Nixe: Ein Geschenk für Gustav Krabbenkeks

### Videospiele
- 2019: Mila Alexander in Apex Legends
- 2020: Snowdrop in Gwent: The Witcher Card Game